# Distretto di Włocławek
Il distretto di Włocławek (in polacco powiat włocławski) è un distretto polacco appartenente al voivodato della Cuiavia-Pomerania.

## Geografia antropica

### Suddivisioni amministrative
Il distretto comprende 13 comuni.
- Comuni urbani: Kowal
- Comuni urbano-rurali: Brześć Kujawski, Chodecz, Izbica Kujawska, Lubień Kujawski, Lubraniec
- Comuni rurali: Baruchowo, Boniewo, Choceń, Fabianki, Kowal, Lubanie, Włocławek